# Chlorocarpa
Chlorocarpa is een geslacht uit de familie Achariaceae. Het geslacht telt een soort die voorkomt op het eiland Sri Lanka.

## Soorten
- Chlorocarpa pentaschista Alston